# 大足智姫神社
大足智姫神社（おおたらちひめじんじゃ）は、日本の愛媛県新居浜市にある神社。

## 祭神
- 神功皇后
- 応神天皇

## 概要
大きな祭事としては、毎年10月17日の多喜浜駅前かきくらべと称した太鼓台の宮入りと、その前後に執り行われる大足智姫神社行列や、大足智姫神社祭がある。

## 活動
【2018年】
多喜浜駅前の神社行列も本格的に始まる。
夜の大足智姫神社祭にて浦安の舞を初奉納。
【2019年】
神社行列に稚児の参加が始まる。
【2020年】
疫病流行により太鼓祭りや夏越祭なとが中止。
【2021年】
疫病流行が続き太鼓祭りや夏越祭なとが中止。
巫女が1名就任。
【2022年】
同年より年越祭や新居浜太鼓祭りにて巫女舞の奉納が始まる。
【2023年】
同年より節分祭、夏越祭にて巫女舞の奉納が始まる。
新居浜太鼓祭りの神社行列では稚児の希望者増加により募集人数を2人から4人へ増員される。
【2024年】
又野の平兵衛神社にて巫女舞を初奉納。

## 多喜浜駅前かきくらべ 大足智姫神社祭
神社行列、太鼓台のパレード、太鼓台のお祓いなど、かきくらべが始まる前から多喜浜駅周辺は大変賑わっている。
かきくらべ終了後、駅前では大足智姫神社祭が執り行われ、巫女舞や神輿渡しなどが執り行われる。

## 神事・祭事
年越祭
拝殿では年越しと同時に巫女舞の奉納される。
参道には、おみくじ、御守り、御札などの授与コーナーが設けられ、様々な授与品を受けることができる。
節分祭
厄年に当たる方の厄払いを中心に、その他長寿、入学、就職祝い、病気平癒、合格祈願等のご祈祷も可能となっている。
2月下旬の日曜日に行われる。
夏越祭
境内に祀られる宮島宮の祭り。
萱草の大きな輪を潜り参拝すれば、向こう一年を健康に暮らせるとの言われがある。